# Dracula sodiroi
Dracula sodiroi är en orkidéart som först beskrevs av Rudolf Schlechter, och fick sitt nu gällande namn av Carlyle August Luer. Dracula sodiroi ingår i släktet Dracula och familjen orkidéer.
Artens utbredningsområde är Ecuador.

## Underarter
Arten delas in i följande underarter:
- D. s. sodiroi
- D. s. erythrocodon